# Rialto, Savona
Rialto är en ort och kommun i provinsen Savona i regionen Ligurien i Italien. Kommunen hade 564 invånare (2018).